# 法蘭西斯·勒布萊球場
法蘭西斯·勒布萊球場（法語：Stade Francis-Le Blé）是位於法國布雷斯特的一個多用途體育場，主要用於足球比賽，是布雷斯特的主場，體育場可容納15,097名觀眾，以1982年去世的比斯特前市長法蘭西斯·勒布萊（Francis Le Blé）命名。

## 外部連結
- 官方網站 （页面存档备份，存于）